# Piñatex

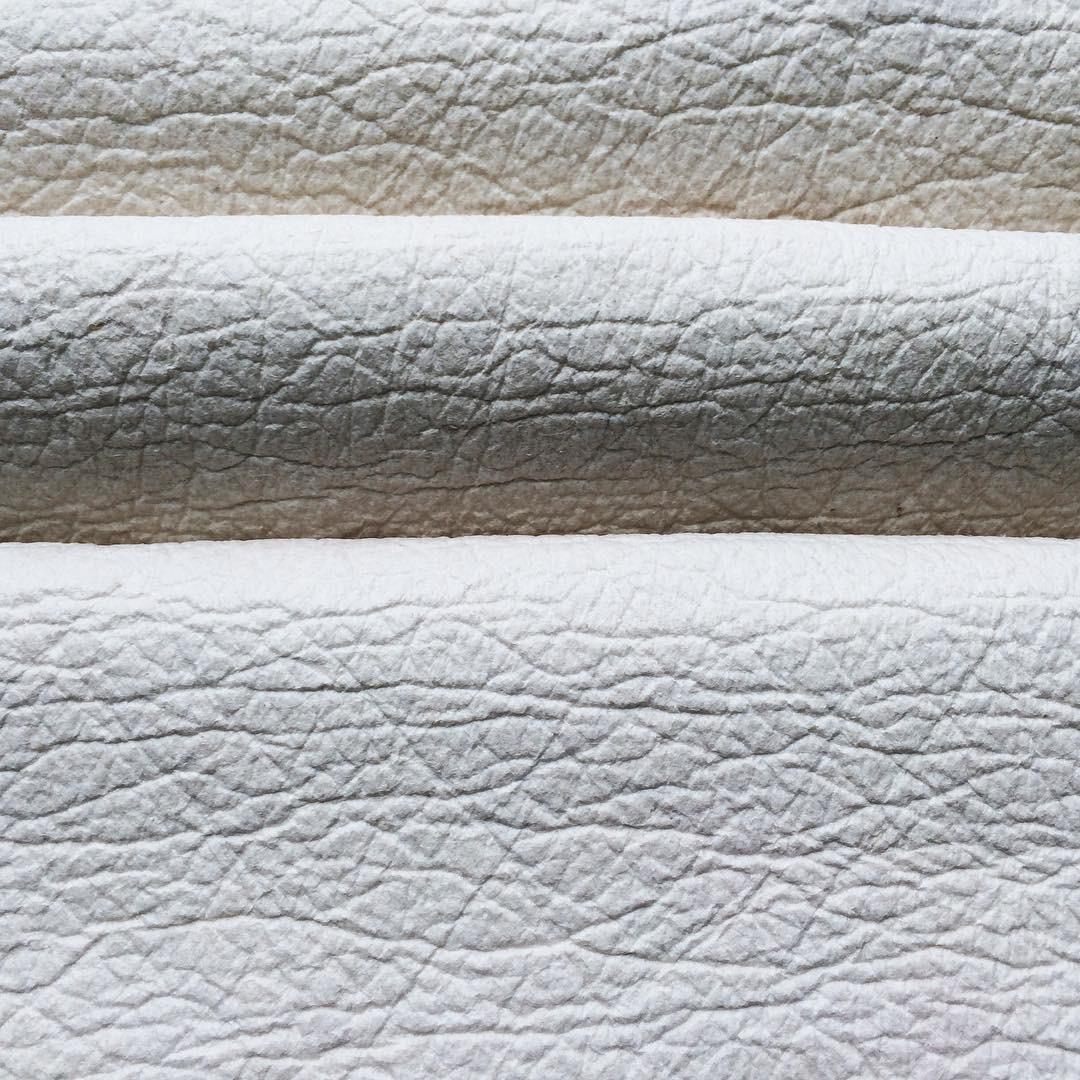
Piñatex de couleur blanche

Piñatex est un matériau textile offrant une alternative végétale au cuir, fait à partir de fibres cellulaires extraites de feuilles d’ananas. Son inventrice, la Dr Carmen Hijosa, l’a présenté pour la première fois dans le cadre de sa soutenance de thèse au Royal College of Art, à Londres, après plusieurs années de recherches. Piñatex est produit et vendu par l’entreprise de Carmen Hijosa, Ananas Anam.

Une fois séché, il se comporte exactement comme du cuir mais il est durable. Le piñatex a obtenu avec succès la norme ISO de résistance à l'abrasion, à la crevaison, à la traction et de rupture de fibres ce qui le rend idéal pour la fabrication de sacs, portefeuilles, tapisseries pour mobilier intérieur, chaussures de sport et même de combinaisons pour motard (maque Altiir). Une large gamme de marques utilisent du Piñatex, parmi lesquelles on retrouve Nike. 

## Historique
Carmen Hijosa a commencé ses recherches après avoir été consultante dans l’industrie maroquinière aux Philippines au cours des années 1990, où elle constate que le cuir produit est de mauvaise qualité, non durable écologiquement, et dangereux pour la santé des travailleurs. Elle travaille ensuite sept ans à l’élaboration de son produit, dans le cadre de son doctorat au Royal College of Art de Londres, en collaboration avec la Bangor University du Pays de Galles, le Centre de Technologie du Cuir de Northampton, le Centre Technologique Leitat en Espagne, l’entreprise NonWoven Philippines Inc., basée à Manille, et l'entreprise textile espagnole Bonditex. Elle s'inspire en partie du barong tagalog, un vêtement philippin traditionnel fait à partir de fibres d’ananas (piña), qui se porte hors du pantalon au-dessus d’un maillot de corps.
En 2016, Piñatex a gagné le Arts Foundation UK Award for Material Innovation (Prix de la Fondation des arts du Royaume-Uni pour l'innovation matérielle) ; en 2015, Carmen Hijosa a été finaliste du Cartier Women's Initiative Awards (Prix de la Maison Cartier pour l'innovation des femmes).

## Production
Piñatex est issu du feutrage des fibres de longues feuilles d’ananas[Lequel ?], créant ainsi un substrat intissé. Chaque année, 40 000 tonnes de feuilles d’ananas sont gâchées après la récolte ; elles sont en général brûlées ou laissées en décomposition sur place. Pour un mètre carré de Piñatex, environ 480 feuilles sont nécessaires, soit les restes de 16 plantes d’ananas. La matière est fabriquée à partir des fibres de longues feuilles de l’ananas, ce qui permet aux agriculteurs responsables de cette tâche d’engranger des revenus supplémentaires ; le reste de la biomasse peut aussi être ensuite utilisé comme engrais,,.

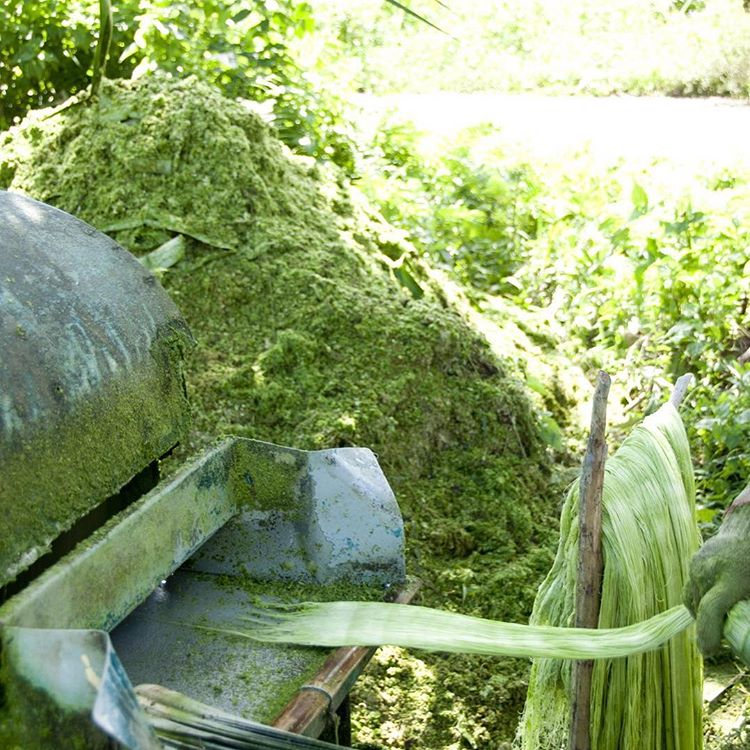
Piñatex, decortication de feuilles d'ananas.
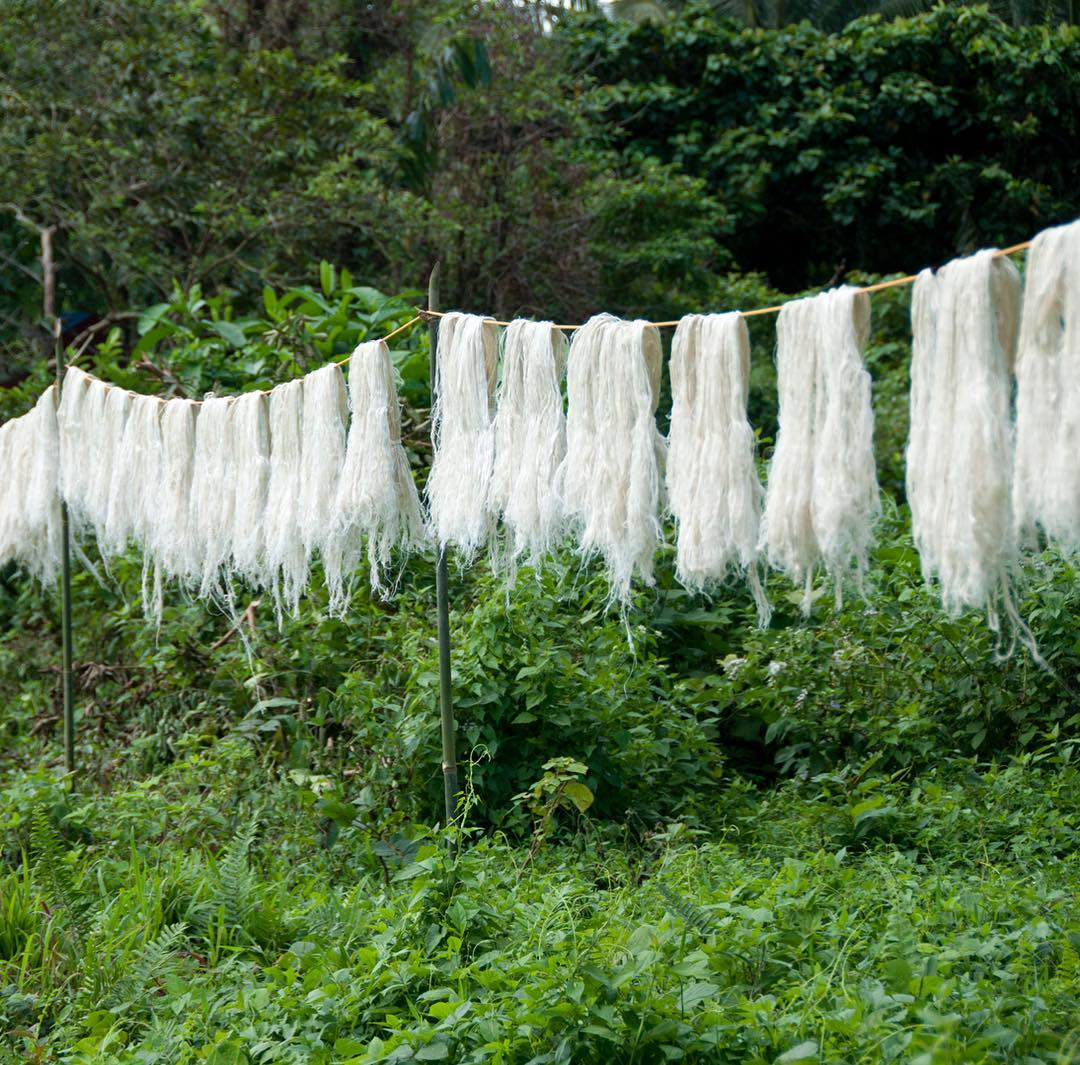
Séchage des fibres décortiquées.

Piñatex est produit à partir de déchets, il ne requiert donc pas de terrain où planter, d’eau, de pesticides ou d’engrais supplémentaire. Il évite également l’usage de produits chimiques toxiques ou de métaux lourds, ou le gâchis de matière du fait de la forme de la peau animale, tous deux liés à la production de cuir.
Piñatex est décrit comme plus souple, plus flexible, et plus ressemblant au cuir animal que d’autres alternatives de cuir synthétique. Il est utilisé dans l’élaboration de divers produits, tels que sacs, chaussures, portefeuilles, bracelets de montre, et sièges.
Piñatex est un label certifié végan par l’organisation de défense des animaux PETA.